# Бронированная машина разминирования
Бронированная машина разминирования (БМР) — инженерная машина для разминирования дорог и колонных путей, а также проделывания проходов в минных полях для обеспечения проводки колонн техники и проделывания проходов на заминированных участках местности с обеспечением траления основных типов противотанковых мин (противогусеничных, противоднищевых с контактными механическими, неконтактными магнитными и радиовзрывателями, противобортовых с акустическими и инфракрасными датчиками целей) путём использования тралящего оборудования и обеспечения деятельности сапёрного десанта по разминированию. Создана на базе танка. 
Имеет катковый (катково-ножевой) минный трал, средства разведки заминированных участков, обезвреживания и уничтожения мин. 
Вооружение — зенитная пулемётная установка (ЗПУ) во вращающейся башне. 
Расчёт: командир машины, механик-водитель и 3—4 сапёра.

## Примеры

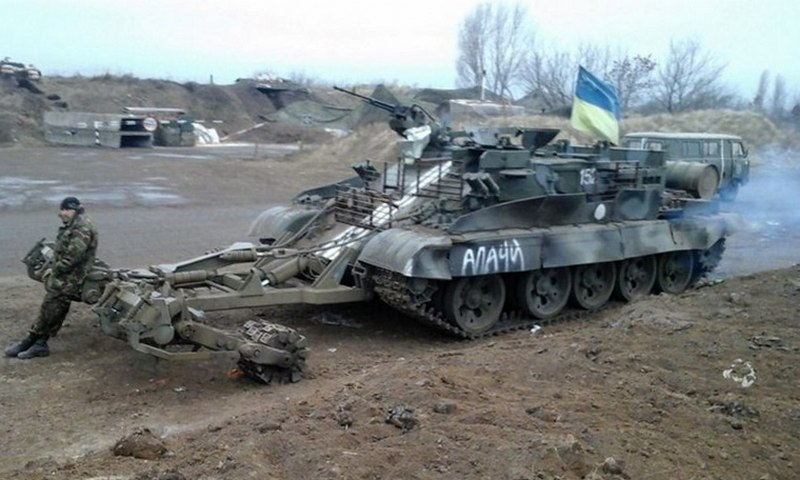
БМР-2
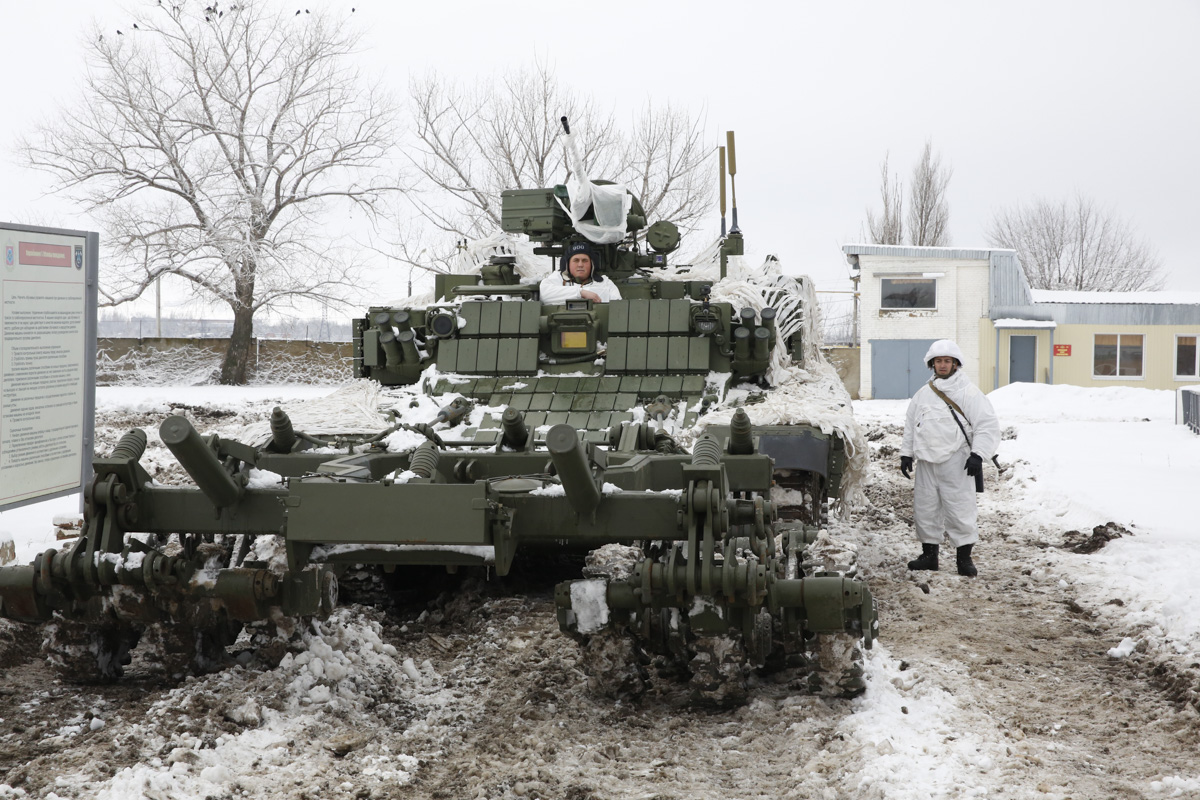
БМР-3М
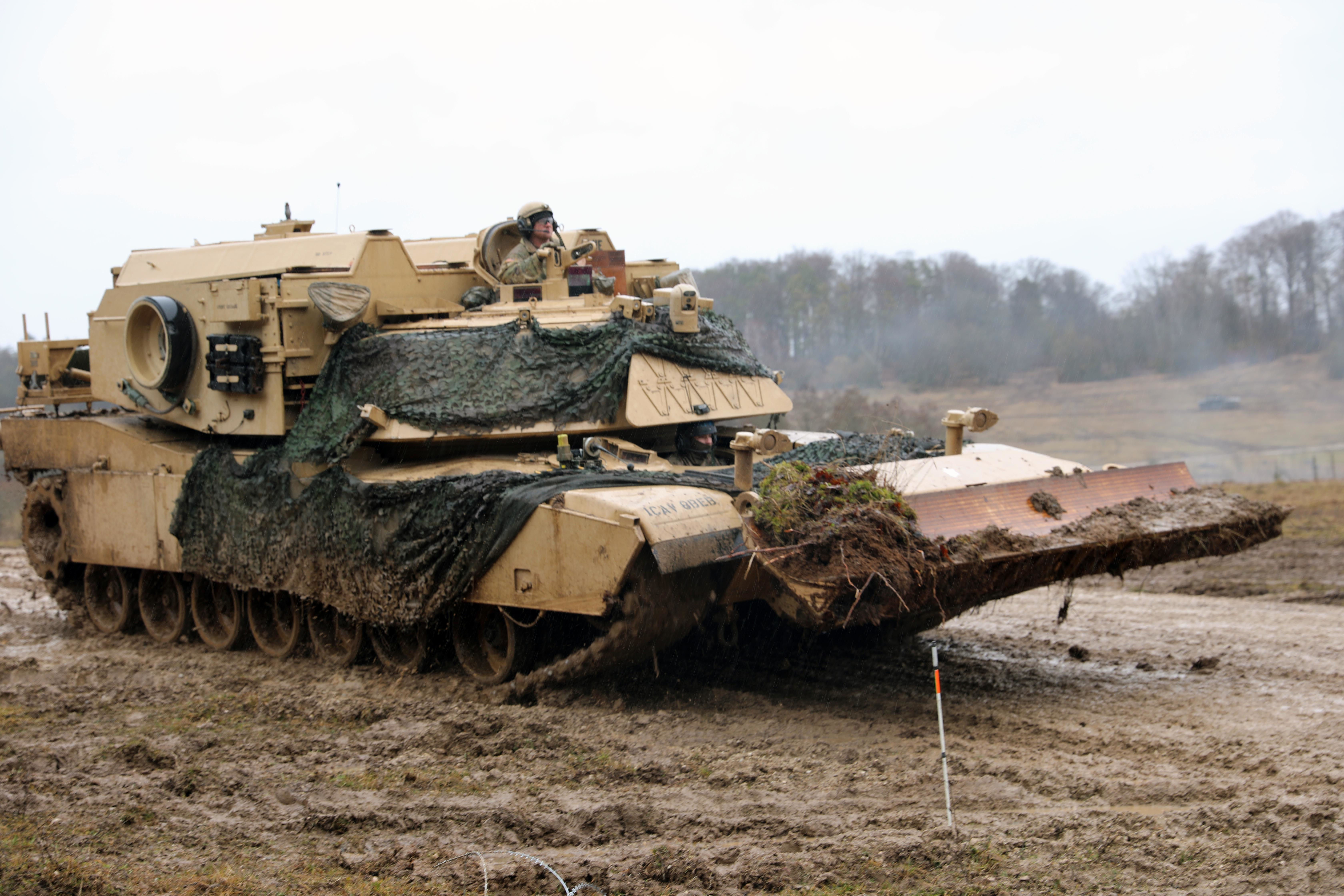
M1150 Assault Breacher Vehicle
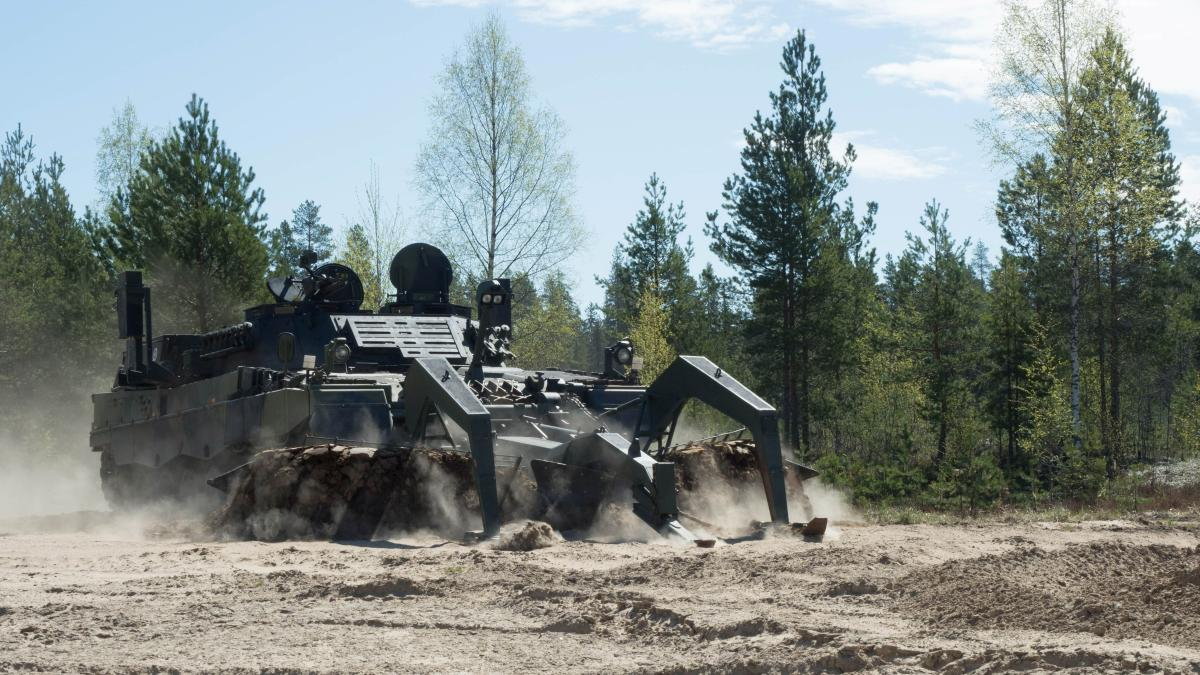
Leopard 2R
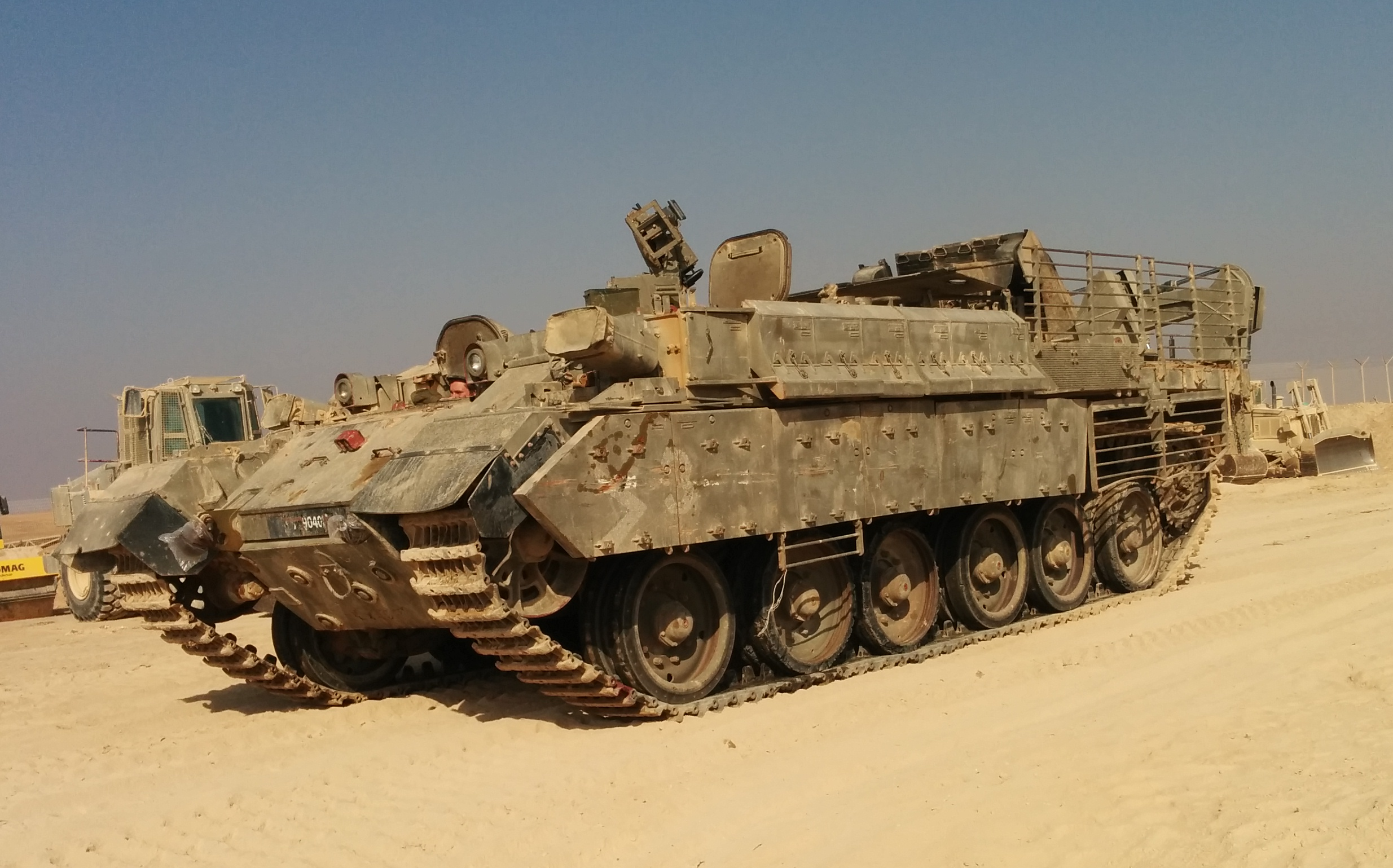
Пума
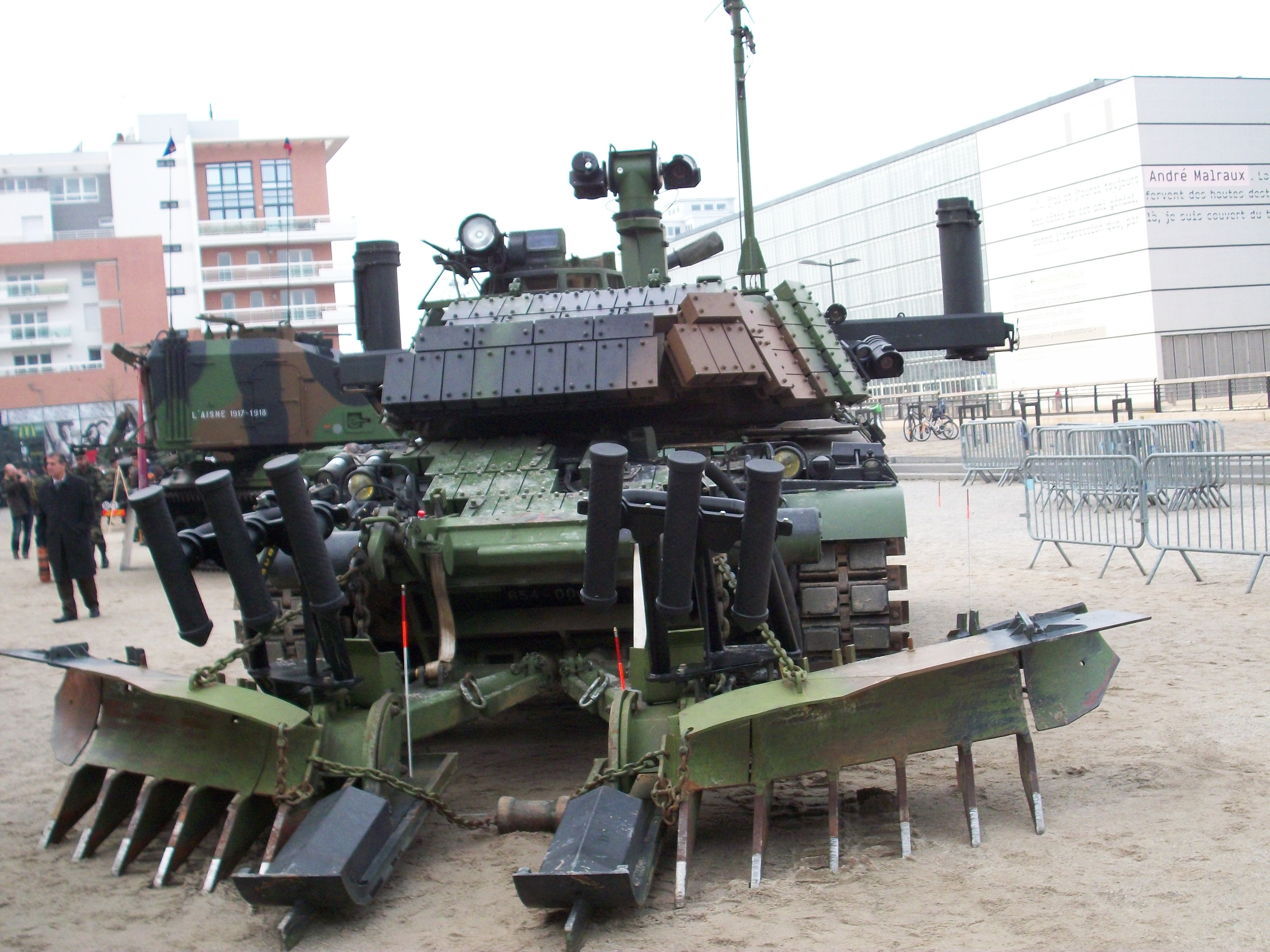
БМР на базе танка AMX-30